# Fabian Hambüchen

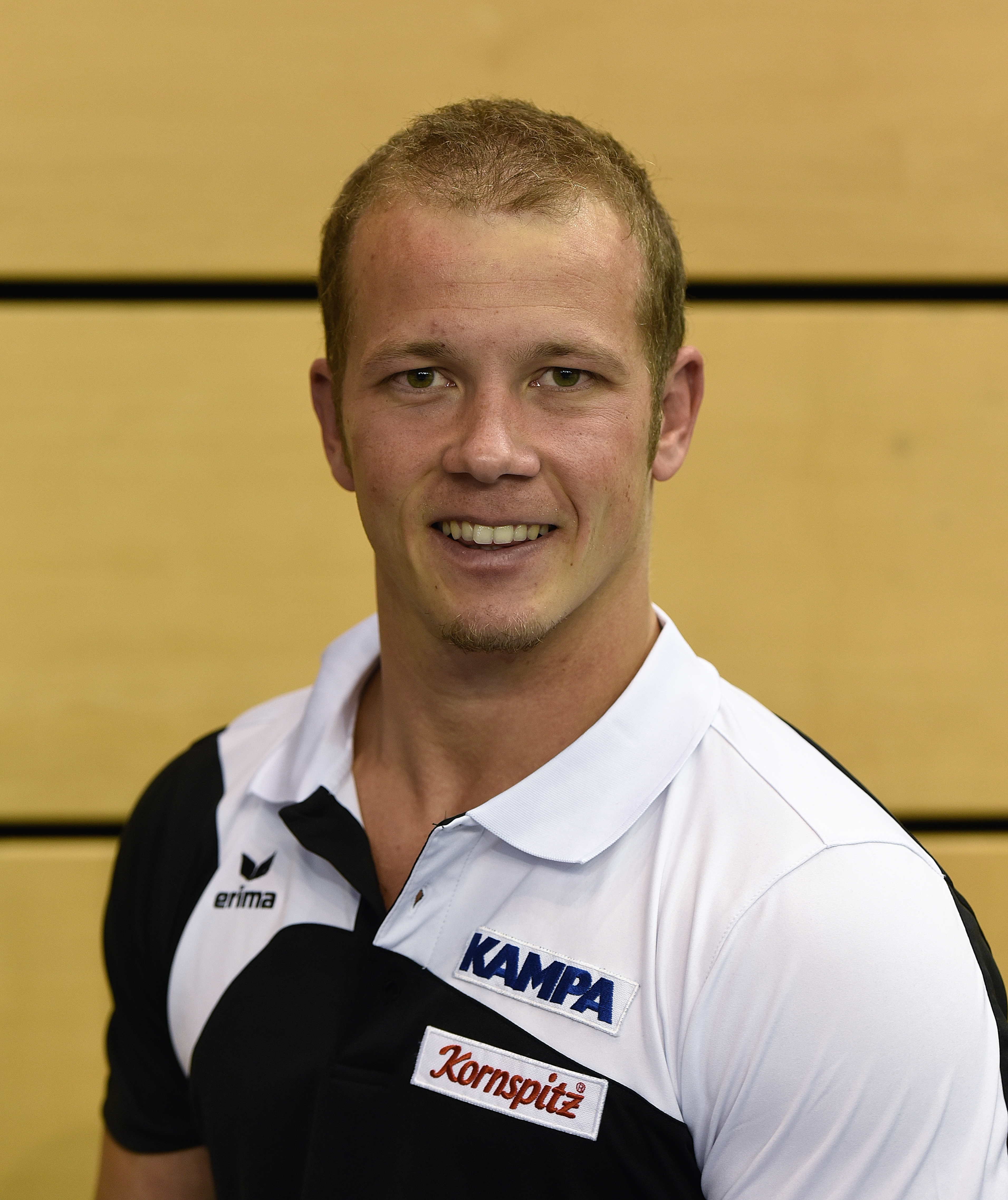
Fabian Hambüchen, 2017.

Fabian Hambüchen (Bergisch Gladbach, 25 oktober 1987) is een Duits toestelturner, woonachtig in Wetzlar. Hij is meerkamper maar gespecialiseerd in het onderdeel rekstok.
In 2002 behaalde Hambüchen zijn eerste internationale succes door op de Europese Kampioenschappen voor junioren goud te halen op het onderdeel brug. In 2004 werd hij op drie toestellen Europees juniorenkampioen, te weten vloer, sprong en rekstok. Hij werd tijdens dat toernooi derde bij de meerkamp.
Bij de wereldkampioenschappen voor senioren in Aarhus in 2006 behaalde Hambüchen eveneens brons op het onderdeel meerkamp. Een jaar later verbeterde hij op het WK 2007 voor eigen publiek in het Duitse Stuttgart deze prestatie door de zilveren medaille te winnen. Eerder dat jaar had hij in Amsterdam bij de Europese kampioenschappen voor senioren ook al zilver gehaald op meerkamp, en won hij het onderdeel rekstok. Op het WK 2007 in Stuttgart werd Hambüchen eveneens wereldkampioen aan de rekstok.
In 2007 werd hij verkozen tot Sportman van het Jaar in Duitsland.

## Olympische Spelen
Op de Olympische Zomerspelen van 2008 bereikte Hambüchen op drie disciplines de finale (laatste acht). Hij behaalde de bronzen medaille op de rekstok en werd vierde op de brug en vloer. Op de meerkamp werd hij individueel zevende en met het landenteam vierde.
Op de Olympische Zomerspelen van 2012 behaalde hij de tweede plaats op het onderdeel rekstok, achter Epke Zonderland.
Op de Olympische Zomerspelen van 2016 veroverde Hambüchen een gouden medaille op het onderdeel rekstok. In de landen-meerkampfinale eindigde hij met Duitsland op de zevende plaats.